# Gran Hotel Bali
Gran Hotel Bali är en skyskrapa och hotell i Benidorm, Spanien. Byggnaden, som är 186 meter och 52 våningar hög, är Europas högsta hotell och var Spaniens högsta byggnad mellan 2002 och 2006, innan Torre Espacio i Madrid stod färdig. Hotellet har 776 rum och ligger nära Medelhavet. Från hotellets högsta terrasser går det att se till Ibiza en klar dag.